# 唐津海上保安部
唐津海上保安部（からつかいじょうほあんぶ、英:Karatsu Coast Guard Office）は、佐賀県唐津市に所在する海上保安庁第七管区海上保安本部管轄下に位置する海上保安部である。
佐賀県全域と長崎県の壱岐を担任水域としている。

## 巡視船艇

### 巡視船
- いまり PL87（1月19日付け）

### 巡視艇
- やえぐも PC108
- いきぐも PC112（壱岐海上保安署）
- まつかぜ CL163
- ゆみかぜ CL90（伊万里海上保安署）